# 自由基取代反應
自由基取代反應（英語：Radical substitution）是有機化學中的一個取代反應類型。在這類的反應過程中，自由基扮演著反應中間體的角色。此類反應大多涉及至少兩個步驟，有些甚至可能達到三個步驟。
此類反應的第一步是藉由均裂來產生帶有未成對電子的自由基，如2式與3式般，稱為起始（initiation）。而均裂可在熱、紫外光或有机过氧化物、偶氮化合物等起始劑的幫助下發生；其中，紫外光能用於將一個雙原子分子轉為兩個自由基。在6式與7式中，自由基會在彼此重組後消失，反應也在此步驟後停止，因而稱為終止（termination）。如果自由基並未走向終止步驟，而是持續進行反應並產生新的自由基（如4或5），則這些介於起始與終止之間的步驟稱為增長（propagation）。

## 自由基取代反應
在自由基鹵化反應中，自由基取代的發生和鹵素試劑及烷烃取代基有關。另一個重要的自由基取代基是芳基，其中一個例子是Fenton試劑產生苯環羥化的反應。在有機化學中許多氧化和還原反應有自由基的中間產物，例如羧酸與铬酸反應產生醛類的氧化。偶联反应也可以被視為自由基取代。某些芳香的取代反應是由自由基親核芳香取代反應來達成。自然氧化是造成塗料及食品劣化的原因，實驗室中會因為自动氧化產生過氧化乙醚，也是實驗室危害的原因之一。
更多自由基取代反應:：
- Barton-McCombie去氧反应，是用氫離子去取代羥基。
- 沃尔–齐格勒溴化反应反應涉及烯烴的烯丙基溴化反應。
- 汉斯狄克反应從羧酸的銀鹽轉換成烷基鹵化物。
- Dowd–Beckwith扩环反应反應涉及β-酮酯的擴環反應。
- Barton反應涉及亞硝酸鹽變成亞硝基醇。
- Minisci反應（英语：Minisci reaction）是羧基以銀鹽反應產生烷基自由基，並與芳香族化合物反應產生的取代反應。